# یوزفا ایدم
یوزفا ایدم (ایتالیایی: Josefa Idem؛ زادهٔ ۲۳ سپتامبر ۱۹۶۴) ورزشکار قایقرانی کانو اهل آلمان است.
وی در مسابقات کشوری و بین‌المللی در مجموع برندهٔ ۶ مدال طلا، ۱۱ مدال نقره، ۱۰ مدال برنز شده‌است.